# Putun
Mactun (Acalan Chontal, Amactun, Putun, Poton), indijanski narod iz skupine Chontala koji je u vrijeme Osvajanja živio na jugu današnje meksičke države Campeche i u Tabascu u zemlji koju su Asteci mazivali Acalan ( 'land of the boats' ; “the place of canoes.”). Ovaj kraj nalazio se na gornjim vodama rijeke koju su Španjolci nazivali Candelaria.
Mactun Maya govorili su jezikom acalan. Svoju zemlju nazivali su Tamactun, a sami sebe Amactun ili Mactun uinicob (“Mactun men” ili “Mactun people”). Naziv Putun dobili su od Yucateca Maya koji su njihov jezik nazivali Putun than (jezik putun), a može se i odnositi i na stanovnike te provincije. U vrijeme konkviste provincija je imala 76 gradova i sela a njihov glavni grad bio im je Itzamkanac, ali je njegova točna lokacija nepoznata, i služio je kao glavno središte njihovom vođi koj ise zvao Paxbolonacha. Grad je imao 900 - 1.000 ožbukanih kuća i bio je podijeljen na 4 četvrtine (chan tzucul cab), svaka s gospodarom podređenim Paxbolonachi. Glavni vladar imaojre titulu Ahau, što se nalazi i kod Quiche Indijanaca. Njihovo najvažni grad u regiji Chontalpa bio je Potonchan kod ušća rijeke Grijalva kod grada Frontera.
Njihovo glavno božanstvo bio je Cukulchan (varijanta imena Kukulcan poznatog i kao Quetzalcoatl), a ostali značajni bogovi bili su Ikchaua (trgovački bog), Ix Chel, Tabay, i Cabtanilcab ili Cabtanilcabtun. Božica Ix chel bila je predmet polularnog kulta na otoku Cozumel koji su redovito posjećivali hodoćasnici iz Tabasca. Mjesto Tixchel u Tabascu koje su Čontali dvaputa okupirali prije osvajanja dobilo je ime po njoj.
Narod koji je govorio jezikom acalan pripada starijoj skupini proto-Ch'olan, kažu Peter Mathews i Péter Bíró, koja se granala na dva ogranka, zapadni s acalan, čiji je suvremeni nasljednik jezik chontal, i chol vlastiti. Drugi, istočni ogranak s nestalim jezikom cholti (ch'olti') i živim chorti (Ch'orti').
Postoje i teorije da su Putuni možda putovali sve do Georgije, gdje su navodno pronađene neke majanske riječi i glifovi među Indijancima Hitchiti. na Floridi postoje nazivi sa sličnim plemenskim imenima Potano i Ocale koje asociraju na Poton Indijance i provinciju Acalan u Meksiku.

## Vanjske poveznice
- David H. Kelley